# Serie A 2012-2013 (hockey su ghiaccio)
La Serie A di hockey su ghiaccio 2012-2013, il 79º campionato italiano della massima serie, è stata organizzata dalla Federazione Italiana Sport del Ghiaccio e dalla Lega Italiana Hockey Ghiaccio.
La stagione si è conclusa con l'Asiago Hockey vincitore del suo quarto scudetto, e la retrocessione in Serie A2 del Pontebba.

## Squadre
Al campionato si sono iscritte nove squadre della stagione precedente. Nel corso dell'estate fu ufficializzata inoltre l'iscrizione dell'Hockey Milano Rossoblu, squadra campione di Serie A2, mentre i WSV Sterzing Broncos, dopo aver perso i playout, furono retrocessi nella seconda serie. Dunque al via della stagione si presentarono, come l'anno prima, dieci formazioni.
| Alleghe Hockey  | Alleghe           | Stadio Alvise De Toni        | 2.500 |
| Asiago Hockey   | Asiago            | Hodegart                     | 3.000 |
| Aquile FVG      | Pontebba          | PalaVuerich                  | 2.000 |
| HC Bolzano      | Bolzano           | Palaonda                     | 7.220 |
| SG Cortina      | Cortina d'Ampezzo | Stadio Olimpico del Ghiaccio | 2.700 |
| Milano Rossoblu | Milano            | Stadio del ghiaccio Agorà    | 4.000 |
| HC Pustertal    | Brunico           | Leitner Solar Arena          | 2.050 |
| Ritten Sport    | Collalbo          | Arena Ritten                 | 1.200 |
| HC Val di Fassa | Alba di Canazei   | Gianmario Scola              | 3.500 |
| HC Valpellice   | Torre Pellice     | Cotta Morandini              | 2.440 |

## Formula

### Calendario
La formula adottata fu modificata leggermente rispetto alla stagione precedente, mantenendo la divisione della stagione regolare in tre fasi distinte. Nella prima fase tutte le squadre si affrontano in un doppio girone di andata e ritorno, per un totale di 36 partite. Al termine della prima fase le migliori cinque squadre si affrontano in un girone di andata e ritorno per determinare le prime posizioni nella griglia dei playoff. Le altre cinque squadre analogamente si sfidano per le altre tre posizioni dei playoff, mentre le ultime due squadre si affrontano nei playout per evitare la retrocessione. Vengono assegnati 3 punti per la vittoria nei tempi regolamentari, 2 per la vittoria nel supplementare o ai rigori, 1 per la sconfitta nel supplementare o ai rigori.
Le prime otto classificate al termine dei gironi accedono ai play-off, che si disputano al meglio delle 7 gare con accoppiamento 1/8, 2/7, 3/6, 4/5.

### Transfer card
Rispetto all'anno precedente, i giocatori stranieri schierabili da ogni squadra scendono da 7 a 6, ma con l'importante novità che i giocatori eleggibili per la nazionale (quei giocatori che abbiano quindi trascorso almeno due anni di presenza, senza interruzioni, nel campionato italiano) vengono equiparati a giocatori di scuola italiana (in precedenza il loro transfer card valeva invece 0.5 punti, due giocatori stranieri eleggibili per la nazionale equivalevano quindi a un singolo giocatore straniero in termini di punteggio).

## Stagione regolare

### Primo girone
20 settembre 2012 - 17 novembre 2012
| 1ª           | giornata            | 10ª          |
| 20 set. 2012 |                     | 18 ott. 2012 |
| 1-4          | Asiago-Val Pusteria | 3-5          |
| 3-1          | Bolzano-Alleghe     | 0-4          |
| 4-5 dr       | Cortina-Fassa       | 4-1          |
| 5-0          | Renon-Pontebba      | 3-2          |
| 5-2          | Valpellice-Milano   | 1-0 dr       |

| 4ª           | giornata             | 13ª          |
| 29 set. 2012 |                      | 27 ott. 2012 |
| 3-4 dr       | Alleghe-Asiago       | 2-1 dr       |
| 2-4          | Cortina-Renon        | 1-3          |
| 4-1          | Fassa-Valpellice     | 5-10         |
| 4-2          | Pontebba-Milano      | 3-8          |
| 2-1          | Val Pusteria-Bolzano | 6-0          |

| 7ª          | giornata             | 16ª         |
| 9 ott. 2012 |                      | 3 nov. 2012 |
| 1-2         | Alleghe-Val Pusteria | 5-4         |
| 6-3         | Bolzano-Asiago       | 0-1         |
| 4-3 dr      | Milano-Cortina       | 3-2         |
| 4-5         | Pontebba-Fassa       | 4-1         |
| 3-2         | Valpellice-Renon     | 3-5         |

| 2ª           | giornata            | 11ª          |
| 22 set. 2012 |                     | 20 ott. 2012 |
| 3-2 dr       | Alleghe-Cortina     | 2-3          |
| 2-1          | Fassa-Asiago        | 1-2          |
| 1-0 dts      | Milano-Bolzano      | 3-2 dts      |
| 1-3          | Pontebba-Valpellice | 3-4 dr       |
| 4-3          | Val Pusteria-Renon  | 0-4          |

| 5ª          | giornata            | 14ª          |
| 4 ott. 2012 |                     | 30 ott. 2012 |
| 4-0         | Alleghe-Pontebba    | 4-1          |
| 5-1         | Bolzano-Fassa       | 7-3          |
| 4-5         | Milano-Val Pusteria | 1-5          |
| 4-5         | Renon-Asiago        | 2-3 dts      |
| 7-2         | Valpellice-Cortina  | 1-4          |

| 8ª           | giornata           | 17ª          |
| 11 ott. 2012 |                    | 15 nov. 2012 |
| 2-4          | Asiago-Milano      | 2-3 dr       |
| 8-1          | Cortina-Pontebba   | 4-3          |
| 1-3          | Fassa-Val Pusteria | 0-5          |
| 4-1          | Renon-Bolzano      | 1-3          |
| 3-2 dr       | Valpellice-Alleghe | 2-3 dr       |

| 3ª           | giornata                | 12ª          |
| 27 set. 2012 |                         | 25 ott. 2012 |
| 5-1          | Asiago-Cortina          | 6-5 dts      |
| 4-1          | Bolzano-Pontebba        | 5-1          |
| 2-3 dr       | Milano-Alleghe          | 0-4          |
| 1-0          | Renon-Fassa             | 3-4 dr       |
| 4-5          | Valpellice-Val Pusteria | 2-6          |

| 6ª          | giornata              | 15ª          |
| 6 ott. 2012 |                       | 1º nov. 2012 |
| 3-5         | Asiago-Valpellice     | 1-2          |
| 0-5         | Cortina-Bolzano       | 4-3 dr       |
| 2-4         | Fassa-Milano          | 1-4          |
| 3-1         | Renon-Alleghe         | 3-4          |
| 8-1         | Val Pusteria-Pontebba | 4-1          |

| 9ª           | giornata             | 18ª          |
| 13 ott. 2012 |                      | 17 nov. 2012 |
| 6-2          | Alleghe-Fassa        | 2-0          |
| 3-4          | Bolzano-Valpellice   | 5-0          |
| 1-2 dr       | Milano-Renon         | 3-2 dr       |
| 2-3 dts      | Pontebba-Asiago      | 3-4          |
| 4-2          | Val Pusteria-Cortina | 6-4          |

Legenda: dts = dopo i tempi supplementari; dr = dopo i tiri di rigore

### Secondo girone
22 novembre 2012 - 10 gennaio 2013
| 19ª          | giornata            | 28ª          |
| 22 nov. 2012 |                     | 20 dic. 2012 |
| 5-2          | Asiago-Val Pusteria | 1-4          |
| 3-1          | Bolzano-Alleghe     | 2-4          |
| 5-0          | Cortina-Fassa       | 4-1          |
| 10-0         | Renon-Pontebba      | 6-2          |
| 6-2          | Valpellice-Milano   | 5-2          |

| 22ª          | giornata             | 31ª          |
| 29 nov. 2012 |                      | 28 dic. 2012 |
| 4-3 dr       | Alleghe-Asiago       | 3-4 dr       |
| 3-4          | Cortina-Renon        | 0-3          |
| 4-3 dts      | Fassa-Valpellice     | 2-5          |
| 1-2          | Pontebba-Milano      | 0-3          |
| 1-5          | Val Pusteria-Bolzano | 1-4          |

| 25ª         | giornata             | 34ª         |
| 8 dic. 2012 |                      | 4 gen. 2012 |
| 2-1 dr      | Alleghe-Val Pusteria | 1-0         |
| 4-1         | Bolzano-Asiago       | 4-3         |
| 0-4         | Milano-Cortina       | 0-3         |
| 2-5         | Pontebba-Fassa       | 1-4         |
| 3-2         | Valpellice-Renon     | 6-7 dr      |

| 20ª          | giornata            | 29ª          |
| 24 nov. 2012 |                     | 22 dic. 2012 |
| 4-3 dts      | Alleghe-Cortina     | 2-3 dr       |
| 4-2          | Fassa-Asiago        | 3-9          |
| 0-2          | Milano-Bolzano      | 3-6          |
| 2-7          | Pontebba-Valpellice | 2-6          |
| 7-5          | Val Pusteria-Renon  | 5-2          |

| 23ª          | giornata            | 32ª          |
| 1º dic. 2012 |                     | 30 dic. 2012 |
| 4-2          | Alleghe-Pontebba    | 5-4 dr       |
| 5-1          | Bolzano-Fassa       | 3-0          |
| 5-2          | Milano-Val Pusteria | 1-5          |
| 4-3          | Renon-Asiago        | 4-5 dr       |
| 3-2 dr       | Valpellice-Cortina  | 1-6          |

| 26ª          | giornata           | 35ª         |
| 13 dic. 2012 |                    | 6 gen. 2013 |
| 3-1          | Asiago-Milano      | 7-5         |
| 1-6          | Cortina-Pontebba   | 4-3         |
| 3-9          | Fassa-Val Pusteria | 3-6         |
| 1-2 dts      | Renon-Bolzano      | 5-3         |
| 2-0          | Valpellice-Alleghe | 1-5         |

| 21ª          | giornata                | 30ª          |
| 27 nov. 2012 |                         | 26 dic. 2012 |
| 5-3          | Asiago-Cortina          | 4-1          |
| 10-0         | Bolzano-Pontebba        | 7-1          |
| 5-2          | Milano-Alleghe          | 0-3          |
| 4-2          | Renon-Fassa             | 1-4          |
| 4-1          | Valpellice-Val Pusteria | 1-2 dr       |

| 24ª         | giornata              | 33ª         |
| 6 dic. 2012 |                       | 2 gen. 2013 |
| 6-1         | Asiago-Valpellice     | 6-5 dr      |
| 2-3         | Cortina-Bolzano       | 1-3         |
| 2-5         | Fassa-Milano          | 0-2         |
| 4-3         | Renon-Alleghe         | 5-4 dr      |
| 7-1         | Val Pusteria-Pontebba | 6-2         |

| 27ª          | giornata             | 36ª          |
| 15 dic. 2012 |                      | 10 gen. 2013 |
| 6-0          | Alleghe-Fassa        | 3-6          |
| 2-1          | Bolzano-Valpellice   | 2-1 dts      |
| 2-4          | Milano-Renon         | 1-4          |
| 2-3 dr       | Pontebba-Asiago      | 1-5          |
| 3-1          | Val Pusteria-Cortina | 2-5          |

Legenda: dts = dopo i tempi supplementari; dr = dopo i tiri di rigore

### Classifica
|  | Pos. | Squadra         | Pt | G  | V  | VOT | POT | P  | GF  | GS  | DR   |
|  | ---- | --------------- | -- | -- | -- | --- | --- | -- | --- | --- | ---- |
|  | 1.   | Val Pusteria    | 78 | 36 | 25 | 1   | 1   | 9  | 141 | 88  | +53  |
|  | 2.   | Bolzano         | 76 | 36 | 23 | 2   | 3   | 8  | 123 | 67  | +56  |
|  | 3.   | Ritten-Renon    | 71 | 36 | 20 | 3   | 5   | 8  | 131 | 91  | +40  |
|  | 4.   | Alleghe         | 67 | 36 | 11 | 9   | 4   | 8  | 112 | 81  | +31  |
|  | 5.   | Valpellice      | 62 | 36 | 16 | 4   | 6   | 10 | 121 | 111 | +10  |
|  | 6.   | Asiago          | 57 | 36 | 13 | 7   | 4   | 12 | 124 | 110 | +14  |
|  | 7.   | Milano Rossoblu | 46 | 36 | 11 | 5   | 3   | 17 | 88  | 107 | -19  |
|  | 8.   | Cortina         | 43 | 36 | 11 | 2   | 6   | 17 | 105 | 114 | -9   |
|  | 9.   | Fassa Falcons   | 27 | 36 | 7  | 3   | 0   | 26 | 79  | 148 | -69  |
|  | 10.  | Pontebba        | 13 | 36 | 3  | 0   | 4   | 29 | 67  | 174 | -107 |

Legenda:

      Ammesse al Master Round
      Ammesse al Relegation Round
Note:

Tre punti a vittoria, due punti a vittoria dopo overtime o rigori, un punto a sconfitta dopo overtime o rigori, zero a sconfitta.

## Master Round
17 gennaio 2013 - 16 febbraio 2013
| 1ª           | giornata             | 6ª           |
| 17 gen. 2013 |                      | 29 gen. 2013 |
| 7-2          | Bolzano-Valpellice   | 2-5          |
| 5-3          | Renon-Alleghe        | 6-5 dts      |
|              | riposa: Val Pusteria |              |

| 4ª           | giornata             | 9ª           |
| 24 gen. 2013 |                      | 14 feb. 2013 |
| 2-1 dr       | Alleghe-Valpellice   | 4-3          |
| 5-0          | Bolzano-Val Pusteria | 1-3          |
|              | riposa: Renon        |              |

| 2ª           | giornata           | 7ª           |
| 19 gen. 2013 |                    | 31 gen. 2013 |
| 2-3          | Alleghe-Bolzano    | 4-2          |
| 0-1          | Val Pusteria-Renon | 3-4          |
|              | riposa: Valpellice |              |

| 5ª           | giornata             | 10ª          |
| 26 gen. 2013 |                      | 16 feb. 2013 |
| 4-2          | Valpellice-Renon     | 4-7          |
| 4-1          | Val Pusteria-Alleghe | 3-4 dr       |
|              | riposa: Bolzano      |              |

| 3ª           | giornata                | 8ª           |
| 22 gen. 2013 |                         | 12 feb. 2013 |
| 2-3 dts      | Renon-Bolzano           | 3-0          |
| 4-7          | Valpellice-Val Pusteria | 1-4          |
|              | riposa: Alleghe         |              |

Legenda: dts = dopo i tempi supplementari; dr = dopo i tiri di rigore

### Classifica
| Pos. | Squadra      | Pt | G | V | VOT | POT | P | GF | GS | DR  |
| ---- | ------------ | -- | - | - | --- | --- | - | -- | -- | --- |
| 1.   | Ritten-Renon | 53 | 8 | 5 | 1   | 1   | 1 | 30 | 22 | +8  |
| 2.   | Val Pusteria | 52 | 8 | 4 | 0   | 1   | 3 | 24 | 21 | +3  |
| 3.   | Bolzano      | 49 | 8 | 3 | 1   | 0   | 4 | 23 | 21 | +2  |
| 4.   | Alleghe      | 44 | 8 | 2 | 2   | 1   | 3 | 25 | 27 | -2  |
| 5.   | Valpellice   | 38 | 8 | 2 | 0   | 1   | 5 | 24 | 35 | -11 |

Legenda:

      Ammesse ai Play Off
Note:

Tre punti a vittoria, due punti a vittoria dopo overtime o rigori, un punto a sconfitta dopo overtime o rigori, zero a sconfitta.

## Relegation Round
17 gennaio 2013 - 16 febbraio 2013
| 1ª           | giornata        | 6ª           |
| 17 gen. 2013 |                 | 29 gen. 2013 |
| 3-2 dr       | Cortina-Fassa   | 2-5          |
| 3-1          | Milano-Pontebba | 5-1          |
|              | riposa: Asiago  |              |

| 4ª           | giornata        | 9ª           |
| 24 gen. 2013 |                 | 14 feb. 2013 |
| 4-3          | Fassa-Pontebba  | 9-4          |
| 1-6          | Milano-Asiago   | 0-1          |
|              | riposa: Cortina |              |

| 2ª           | giornata         | 7ª           |
| 19 gen. 2013 |                  | 31 gen. 2013 |
| 6-2          | Asiago-Cortina   | 2-4          |
| 0-3          | Fassa-Milano     | 2-5          |
|              | riposa: Pontebba |              |

| 5ª           | giornata         | 10ª          |
| 26 gen. 2013 |                  | 16 feb. 2013 |
| 3-4          | Asiago-Fassa     | 2-3 dts      |
| 3-10         | Pontebba-Cortina | 1-4          |
|              | riposa: Milano   |              |

| 3ª           | giornata        | 8ª           |
| 22 gen. 2013 |                 | 12 feb. 2013 |
| 3-5          | Cortina-Milano  | 2-1          |
| 0-4          | Pontebba-Asiago | 2-6          |
|              | riposa: Fassa   |              |

Legenda: dts = dopo i tempi supplementari; dr = dopo i tiri di rigore

### Classifica
| Pos. | Squadra         | Pt | G | V | VOT | POT | P | GF | GS | DR  |
| ---- | --------------- | -- | - | - | --- | --- | - | -- | -- | --- |
| 6.   | Asiago          | 44 | 8 | 5 | 0   | 1   | 2 | 30 | 16 | +14 |
| 7.   | Milano Rossoblu | 38 | 8 | 5 | 0   | 0   | 3 | 23 | 16 | +7  |
| 8.   | Cortina         | 38 | 8 | 5 | 1   | 0   | 2 | 33 | 22 | +11 |
| 9.   | Fassa Falcons   | 25 | 8 | 3 | 1   | 1   | 3 | 26 | 28 | -2  |
| 10.  | Pontebba        | 6  | 8 | 0 | 0   | 0   | 8 | 15 | 45 | -30 |

Legenda:

      Ammesse ai Play Off
      Ammesse al Play Out
Note:

Tre punti a vittoria, due punti a vittoria dopo overtime o rigori, un punto a sconfitta dopo overtime o rigori, zero a sconfitta.
Il Milano Rossoblu, nonostante una peggiore differenza reti rispetto al Cortina, si classifica davanti alla squadra ampezzana per una migliore differenza reti negli scontri diretti (vittoria per 5-3 fuori casa e sconfitta per 2-1 in casa).

## Playout
I playout si giocano al meglio delle 7 partite. La squadra con il miglior piazzamento in campionato gioca in casa gara-1, gara-3 e le eventuali gara-5 e gara-7.
|  | Play-out      |               |               |               |               |   |   |   |   |   |  |
|  |               |               |               |               |               |   |   |   |   |   |  |
|  | Fassa Falcons | Fassa Falcons | Fassa Falcons | Fassa Falcons | Fassa Falcons | 7 | 2 | 2 | 4 | 4 |  |
|  | Pontebba      | Pontebba      | Pontebba      | Pontebba      | Pontebba      | 1 | 0 | 1 | 2 | 0 |  |

### Val di Fassa - Pontebba
| Arbitri: | Gregory Loreggia Massimiliano Rebeschin |

| |           |                                       |
| G. Kuznik (D. Turon, M. Marchetti) 7:29 T. Dantone (M. Marchetti, J. Šindel) 12:00 S. Margoni (J. Šindel, D. Turon) 12:53 M. Castlunger (E. Chelodi, L. Planchensteiner) 27:02 M. Marchetti (J. Šindel, S. Margoni) 31:20 E. Chelodi (M. Castlunger, T. Dantone) 41:39 J. Šindel (M. Marchetti, G. Kuznik) 48:34 | Marcatori | 13:29 M. Škovira (M. Guren, P. Šachl) |

| Arbitri: | Thomas Gasser Gregory Loreggia |

|  |           |                                                                                            |
|  | Marcatori | 18:12 E. Chelodi (C. Castlunger, M. Castlunger) 45:59 T. Dantone (E. Chelodi, M. Cartelli) |

| Arbitri: | Gregory Loreggia Thomas Gasser |

|                                                                                   |           |                                            |
| E. Chelodi (M. Valeruz, T. Dantone) 51:44 G. Kuznik (S. Margoni, J. Šindel) 58:50 | Marcatori | 15:58 F. Demetz (E. Tartaglione, D. Odoni) |

| Arbitri: | Giancarlo Bosio Andrea Moschen |

|                                                                               |           | |
| P. Šachl (M. Guren, M. Škovira) 36:24 M. Škovira (M. Guren, D. Urquart) 57:27 | Marcatori | 26:57 J. Šindel (S. Margoni, M. Marchetti) 39:48 J. Šindel (G. Kuznik, M. Marchetti) 50:23 J. Šindel (S. Margoni, L. Planchensteiner) 59:25 J. Šindel (D. Turon, G. Kuznik) |

## Playoff
|  | Quarti di finale | Quarti di finale | Quarti di finale | Quarti di finale | Quarti di finale | Quarti di finale | Quarti di finale | Quarti di finale | Quarti di finale |   |        | Semifinali | Semifinali | Semifinali | Semifinali | Semifinali | Semifinali | Semifinali | Semifinali | Semifinali |  |  | Finali     | Finali | Finali | Finali | Finali | Finali | Finali | Finali | Finali |  |  |
|  |                  |                  |                  |                  |                  |                  |                  |                  |                  |   |        |            |            |            |            |            |            |            |            |            |  |  |            |        |        |        |        |        |        |        |        |  |  |
|  | 1                | Ritten-Renon     | 3                | 2                | 2                | 1                | 3                | 1                | 3                |   |        |            |            |            |            |            |            |            |            |            |  |  |            |        |        |        |        |        |        |        |        |  |  |
|  | 8                | Cortina          | 0                | 1                | 3†               | 4                | 1                | 5                | 5                |   |        |            |            |            |            |            |            |            |            |            |  |  |            |        |        |        |        |        |        |        |        |  |  |
|  | 8                | Cortina          | 0                | 1                | 3†               | 4                | 1                | 5                | 5                |   |        | Cortina    | 0          | 2          | 4          | 4          | 2          |            |            |            |  |  |            |        |        |        |        |        |        |        |        |  |  |
|  |                  |                  |                  |                  |                  |                  |                  |                  |                  |   |        | Cortina    | 0          | 2          | 4          | 4          | 2          |            |            |            |  |  |            |        |        |        |        |        |        |        |        |  |  |
|  |                  |                  | Valpellice       | 1                | 3                | 1                | 5                | 4                |                  |   |        |            |            |            |            |            |            |            |            |            |  |  |            |        |        |        |        |        |        |        |        |  |  |
|  | 4                | Alleghe          | Valpellice       | 1                | 3                | 1                | 5                | 4                | 4                | 2 | 0      | 5          | 1          | 2          |            |            |            |            |            |            |  |  |            |        |        |        |        |        |        |        |        |  |  |
|  | 4                | Alleghe          |                  |                  |                  |                  |                  |                  | 4                | 2 | 0      | 5          | 1          | 2          |            |            |            |            |            |            |  |  |            |        |        |        |        |        |        |        |        |  |  |
|  | 5                | Valpellice       | 3                | 3                | 3                | 2                | 3                | 4                |                  |   |        |            |            |            |            |            |            |            |            |            |  |  |            |        |        |        |        |        |        |        |        |  |  |
|  |                  |                  |                  |                  |                  |                  |                  |                  |                  |   |        |            |            |            |            |            |            |            |            |            |  |  | Valpellice | 4      | 1      | 4      | 2      | 5      |        |        |        |  |  |
|  |                  |                  |                  | Asiago           | 6                | 6                | 1                | 4                | 6†               |   |        |            |            |            |            |            |            |            |            |            |  |  |            |        |        |        |        |        |        |        |        |  |  |
|  | 3                | Bolzano          | 0                | 1                | 6                | 3                | 4                | 2                |                  |   |        |            |            |            |            |            |            |            |            |            |  |  |            |        |        |        |        |        |        |        |        |  |  |
|  | 6                | Asiago           | 3                | 4                | 3                | 4†               | 3                | 6                |                  |   |        |            |            |            |            |            |            |            |            |            |  |  |            |        |        |        |        |        |        |        |        |  |  |
|  | 6                | Asiago           | 3                | 4                | 3                | 4†               | 3                | 6                |                  |   | Asiago | 5          | 6          | 6          | 6          |            |            |            |            |            |  |  |            |        |        |        |        |        |        |        |        |  |  |
|  |                  |                  |                  |                  |                  |                  |                  |                  |                  |   | Asiago | 5          | 6          | 6          | 6          |            |            |            |            |            |  |  |            |        |        |        |        |        |        |        |        |  |  |
|  |                  |                  | Val Pusteria     | 2                | 3                | 2                | 0                |                  |                  |   |        |            |            |            |            |            |            |            |            |            |  |  |            |        |        |        |        |        |        |        |        |  |  |
|  | 2                | Val Pusteria     | Val Pusteria     | 2                | 3                | 2                | 0                | 1                | 1                | 5 | 2      | 5          | 5          |            |            |            |            |            |            |            |  |  |            |        |        |        |        |        |        |        |        |  |  |
|  | 2                | Val Pusteria     |                  |                  |                  |                  |                  | 1                | 1                | 5 | 2      | 5          | 5          |            |            |            |            |            |            |            |  |  |            |        |        |        |        |        |        |        |        |  |  |
|  | 7                | Milano Rossoblu  | 2                | 0                | 1                | 4                | 1                | 1                |                  |   |        |            |            |            |            |            |            |            |            |            |  |  |            |        |        |        |        |        |        |        |        |  |  |

†: partita terminata ai tempi supplementari; ‡: partita terminata ai tiri di rigore

### Quarti di finale

#### Renon - Cortina
| Arbitri: | Glauco Colcuc Michele Gastaldelli |

| |           |  |
| D. Perna (T. Spinell, C. Durno) 23:41 G. Jacina (E. Scelfo, L. Daccordo) 23:53 T.J. Kemp (K. Mitchell, L. Daccordo) 27:17 | Marcatori |  |

| Arbitri: | Giancarlo Bosio Karl Pichler |

|                                         |           |                                                                               |
| P. Albers (E. Weissmann, S. Gron) 14:33 | Marcatori | 7:24 I. Gruber (D. Perna, F. Hackhofer) 46:58 T. Spinell (C. Durno, D. Perna) |

| Arbitri: | Claudio Pianezze Leandro Soraperra |

|                                                                                  |           | |
| C. Durno (T. Spinell, F. Hackhofer) 8:02 L. Daccordo (D. Tudin, E. Scelfo) 30:31 | Marcatori | 24:24 G. De Bettin (S. Gron, E. Weissmann) 43:29 S. Gron (D. Bowman, E. Weissmann) 70:45 P. Albers (S. Gron) |

| Arbitri: | Claudio Ferrini Daniel Gamper |

| |           |                                           |
| P. Albers (E. Weissmann) 6:50 L. Felicetti (M. Zanatta, D. Edwardson) 48:13 A. Baldo (C. Menardi, P. Albers) 49:51 E. Weissmann (S. Gron, G. De Bettin) 57:07 | Marcatori | 17:16 L. Daccordo (T. Spinell, E. Scelfo) |

| Arbitri: | Giancarlo Bosio Glauco Colcuc |

|                                                                                              |           |                                |
| C. Durno (I. Gruber) 30:43 G. Jacina (K. Ploner) 36:01 D. Tudin (T.J. Kemp, R. Ramsay) 50:23 | Marcatori | 38:45 L. Zandonella (A. Baldo) |

| Arbitri: | Glauco Colcuc Daniel Gamper |

| |           |                                         |
| L. Felicetti (D. Edwardson, D. Hay) 0:40 F. Adami (D. Edwardson, L. Felicetti) 30:35 R. Dingle (D. Edwardson, L. Felicetti) 34:20 E. Weissmann (S. Gron, D. Hay) 39:55 M. Zanatta (F. Adami, A. Moser) 50:50 | Marcatori | 12:21 C. Durno (K. Mitchell, T.J. Kemp) |

| Arbitri: | Karel Metelka Luca Cassol |

|                                                                                              |           | |
| D. Tudin (L. Daccordo) 7:07 R. Ramsay (C. Durno, D. Perna) 27:35 T.J. Kemp (E. Scelfo) 54:21 | Marcatori | 7:30 D. Edwardson (L. Zanatta, L. Felicetti) 21:48 D. Edwardson (S. Gron, P. Albers) 22:38 R. Dingle (L. Felicetti, D. Bowman) 51:09 D. Bowman (L. Zandonella, S. Gron) 51:40 R. Dingle (L. Felicetti, D. Edwardson) |

#### Val Pusteria - Milano
| Arbitri: | Giancarlo Bosio Daniel Gamper |

|                                           |           |                                                                                              |
| J. Jensen (J. Cullen, M. Oberrauch) 14:22 | Marcatori | 12:08 J. Knackstedt (R. Kinasewich, L. Ansoldi) 43:46 R. Kinasewich (J. Knackstedt, A. Lutz) |

| Arbitri: | Luca Cassol Claudio Pianezze |

|  |           |                             |
|  | Marcatori | 13:15 R. Pajič (P. Iannone) |

| Arbitri: | Glauco Colcuc Karel Metelka |

| |           |                                                |
| R. Pajič (B. Guité, P. Iannone) 11:36 A. Helfer (J. Jensen, J. Cullen) 23:30 P. Iannone (R. Pajič, B. Guité) 38:33 R. Pajič (B. Guité, A. Hofer) 47:54 J. Cullen (J. Jensen, M. Oberrauch) 57:34 | Marcatori | 33:26 L. Ansoldi (R. Kinasewich, M. De Marchi) |

| Arbitri: | Karl Pichler Andrea Benvegnù |

| |           |                                        |
| J. Snopek (J. Knackstedt, D. Liffiton) 27:14 R. Kinasewich (J. Knackstedt, L. Ansoldi) 28:59 L. Ansoldi 45:27 R. Kinasewich (D. Liffiton) 59:54 | Marcatori | 7:28 J. Jensen (C. Mair) 24:55 C. Mair |

| Arbitri: | Daniel Gamper Claudio Pianezze |

| |           |                                                |
| L. Tauber (P. Bona, A. Hofer) 2:07 M. Oberrauch (J. Cullen, J. Jensen) 20:17 P. Iannone (J. Jensen, A. Helfer) 23:35 J. Cullen (J. Jensen, A. Hofer) 24:41 B. Guité (P. Iannone, R. Pajič) 48:49 | Marcatori | 43:15 M. De Marchi (R. Knackstedt, L. Ansoldi) |

| Arbitri: | Claudio Pianezze Fabio Lottaroli |

|                                          |           | |
| M. De Marchi (A. Lutz, E. Caletti) 45:44 | Marcatori | 4:39 J. Jensen (J. Cullen) 6:26 M. Oberrauch (J. Cullen) 23:51 A. Hofer 24:34 J. Jensen (J. Cullen) 31:33 J. Cullen (J. Jensen, A. Helfer) |

#### Bolzano - Asiago
| Arbitri: | Claudio Pianezze Leandro Soraperra |

|  |           | |
|  | Marcatori | 11:04 L. Casetti (P. Zanette, C. DiDomenico) 37:45 L. Ulmer (S. Bentivoglio) 51:13 P. Zanette (D. Borrelli, M. Tessari) |

| Arbitri: | Karel Metelka Michele Gastaldelli |

| |           |                             |
| P. Zanette (D. Borrelli, M. Tessari) 5:10 L. Ulmer (C. DiDomenico, S. Bentivoglio) 15:41 C. DiDomenico (L. Ulmer, M. Tessari) 46:35 D. Borrelli (C. DiDomenico, P. Zanette) 58:51 | Marcatori | 42:03 A. Delmore (A. Egger) |

| Arbitri: | Andrea Benvegnù Fabio Lottaroli |

| |           | |
| M. Gander (B. Ladanyi, H. Oberdorfer) 24:17 M. Insam (A. Delmore, R. Flynn) 25:40 A. Delmore (A. Egger, M. McCutcheon) 32:17 M. McCutcheon (A. Egger, M. Sharp) 51:02 M. Sharp (A. Delmore) 57:06 M. McCutcheon (A. Egger, R. Flynn) 59:47 | Marcatori | 11:37 S. Bentivoglio (C. DiDomenico, S. Marchetti) 31:59 L. Ulmer (C. DiDomenico, S. Bentivoglio) 38:24 D. Borrelli (S. Bentivoglio, S. Marchetti) |

| Arbitri: | Claudio Pianezze Glauco Colcuc |

| |           | |
| C. DiDomenico (S. Bentivoglio, D. Borrelli) 12:36 S. Bentivoglio (D. Borrelli, C. DiDomenico) 24:18 P. Zanette (L. Ulmer, D. Sullivan) 36:37 L. Ulmer (D. Sullivan, C. DiDomenico) 64:36 | Marcatori | 13:46 E. Dorigatti (C. Walcher, A. Egger) 33:54 R. Flynn (A. Egger, A. Delmore) 51:41 B. Ladányi (A. Bernard, H. Oberdorfer) |

| Arbitri: | Luca Cassol Leandro Soraperra |

| |           | |
| R. Flynn (M. Insam, A. Bernard) 17:09 E. Dorigatti (A. Egger, C. Walcher) 19:29 A. Egger (A. Delmore, C. Walcher) 42:00 M. McCutcheon (M. Gander, M. Sharp) 48:02 | Marcatori | 7:11 L. Ulmer (S. Bentivoglio, C. DiDomenico) 34:00 D. Sullivan (C. DiDomenico) 34:55 L. Ulmer (C. DiDomenico, S. Bentivoglio) |

| Arbitri: | Luca Cassol Leandro Soraperra |

| |           |                                                                      |
| D. Borrelli (P. Zanette, L. Casetti) 4:27 L. Ulmer (C. DiDomenico, E. Miglioranzi) 19:29 S. Bentivoglio (C. DiDomenico, L. Ulmer) 19:55 C. DiDomenico (S. Bentivoglio, L. Ulmer) 29:02 D. Borrelli (C. DiDomenico, D. Sullivan) 47:41 L. Ulmer (D. Sullivan, D. Borrelli) 53:15 | Marcatori | 3:08 A. Bernard (M. Gander, M. Insam) 40:45 M. Sharp (M. McCutcheon) |

#### Alleghe - Valpellice
| Arbitri: | Karel Metelka Karl Pichler |

| |           | |
| N. Fontanive (V. Rocco, M. Waddell) 2:15 V. Rocco (D. Veggiato, N. Fontanive) 4:36 S. McMonagle (N. Kuiper, J. LoVecchio) 9:40 N. Fontanive (V. Rocco, D. Veggiato) 14:42 | Marcatori | 10:48 M. Pozzi (A. Silva, P. Nicolao) 20:08 B. Ihnacak (S. Tomko) 34:39 M. Pozzi (P. Baier, T. Johnson) |

| Arbitri: | Massimiliano Rebeschin Fabio Lottaroli |

| |           |                                                                                     |
| T. Johnson (R. Sirianni, P. Nicolao) 2:08 B. Dupont (R. Sirianni, T. Johnson) 39:21 B. Dupont (B. Ihnacak) 43:00 | Marcatori | 8:44 D. Veggiato (N. Fontanive, M. Waddell) 54:37 V. Rocco (L. Tosic, N. Fontanive) |

| Arbitri: | Andrea Moschen Luca Cassol |

|  |           | |
|  | Marcatori | 0:28 R. Sirianni (B. Dupont, S. Tomko) 20:45 R. Sirianni (N. DiCasmirro, B. Ihnacak) 58:24 N. Anderson (N. DiCasmirro) |

| Arbitri: | Luca Cassol Fabio Lottaroli |

|                                                                                       |           | |
| R. Sirianni (B. Ihnacak, T. Johnson) 27:50 R. Sirianni (B. Ihnacak, T. Johnson) 33:50 | Marcatori | 15:50 F. De Biasio (N. Kuiper, A. Fontanive) 19:38 V. Rocco (D. Veggiato, N. Fontanive) 23:09 G. Guyer (S. McMonagle, J. LoVecchio) 58:22 N. Kuiper 59:14 LoVecchio (G. Guyer) |

| Arbitri: | Thomas Gasser Karel Metelka |

|                                          |           | |
| G. Guyer (J. LoVecchio, N. Kuiper) 15:57 | Marcatori | 11:19 T. Johnson (B. Ihnacak, B. Dupont) 40:20 R. Sirianni (N. DiCasmirro) 58:17 R. Sirianni (B. Dupont) |

| Arbitri: | Andrea Moschen Karel Metelka |

| |           |                                            |
| J. Špelda (B. Dupont, N. DiCasmirro) 31:37 R. Sirianni (B. Dupont, N. DiCasmirro) 42:02 N. DiCasmirro (R. Sirianni) 55:51 N. DiCasmirro 59:59 | Marcatori | 9:10 V. Rocco 28:02 D. Veggiato (V. Rocco) |

### Semifinali

#### Val Pusteria - Asiago
| Arbitri: | Luca Cassol Claudio Pianezze |

|                                                                           |           | |
| J. Jensen (C. Mair, A. Helfer) 32:25 J. Cullen (J. Jensen, C. Mair) 35:07 | Marcatori | 16:00 D. Sullivan (S. Bentivoglio, L. Ulmer) 24:24 C. DiDomenico (L. Rigoni, D. Sullivan) 29:14 L. Ulmer (C. DiDomenico, S. Bentivoglio) 30:22 D. Sullivan (C. DiDomenico, L. Ulmer) 58:43 S. Marchetti (T. Plante) |

| Arbitri: | Glauco Colcuc Karl Pichler |

| |           | |
| L. Ulmer (D. Sullivan, C. DiDomenico) 3:04 F. Benetti (C. DiDomenico) 12:19 S. Bentivoglio (C. DiDomenico, L. Ulmer) 19:42 C. DiDomenico (D. Borrelli, M. Tessari) 34:15 D. Borrelli (M. Tessari, M. Strazzabosco) 46:11 S. Bentivoglio (S. Marchetti, L. Ulmer) 48:36 | Marcatori | 31:52 P. Iannone (R. Pajič, C. Mair) 33:22 J. Cullen (A. Helfer, M. Oberrauch) 48:10 P. Iannone (M. Oberrauch, A. Helfer) |

| Arbitri: | Giancarlo Bosio Daniel Gamper |

|                                                                               |           | |
| J. Jensen (M. Oberrauch, J. Cullen) 5:44 J. Cullen (J. Jensen, C. Mair) 59:11 | Marcatori | 0:35 L. Ulmer (S. Bentivoglio, C. DiDomenico) 9:05 M. Strazzabosco (D. Borrelli, L. Rigoni) 14:10 L. Ulmer (S. Bentivoglio, C. DiDomenico) 15:42 L. Ulmer (J. Rebek, D. Sullivan) 43:41 S. Bentivoglio (L. Ulmer, C. DiDomenico) 49:01 L. Ulmer (S. Bentivoglio, C. DiDomenico) |

| Arbitri: | Glauco Colcuc Leandro Soraperra |

| |           |  |
| C. DiDomenico (J. Rebek, P. Zanette) 33:53 L. Ulmer (M. Strazzabosco) 38:05 D. Borrelli (P. Zanette, M. Tessari) 40:51 D. Borrelli (S. Bentivoglio, J. Rebek) 55:31 M. Tessari (D. Borrelli, P. Zanette) 56:45 D. Borrelli (C. DiDomenico, S. Bentivoglio) 60:00 | Marcatori |  |

#### Valpellice - Cortina
| Arbitri: | Daniel Gamper Fabio Lottaroli |

|                                           |           |  |
| R. Sirianni (B. Dupont, B. Ihnacak) 25:19 | Marcatori |  |

| Arbitri: | Karel Metelka Andrea Moschen |

|                                                                          |           | |
| L. Felicetti (D. Edwardson) 3:20 S. Gron (G. De Bettin, P. Albers) 37:38 | Marcatori | 9:59 B. Ihnacak (B. Dupont, T. Johnson) 14:39 N. DiCasmirro (T. Johnson, R. Sirianni) 39:33 R. Sirianni (N. DiCasmirro, B. Dupont) |

| Arbitri: | Luca Cassol Claudio Pianezze |

|                                             |           | |
| B. Ihnacak (N. DiCasmirro, B. Dupont) 21:52 | Marcatori | 29:53 G. De Bettin (S. Gron) 38:47 R. Dingle (L. Zanatta) 40:42 L. Felicetti (R. Dingle) 58:14 S. Gron (D. Edwardson, F. Adami) |

| Arbitri: | Daniel Gamper Karel Metelka |

| |           | |
| F. Adami (L. Felicetti) 24:02 R. Dingle (E. Weissmann, L. Felicetti) 34:41 R. Dingle 47:06 P. Albers (E. Weissmann, R. Dingle) 56:56 | Marcatori | 2:45 B. Ihnacak (B. Dupont) 14:11 R. Intranuovo (P. Canale, M. Pozzi) 29:26 B. Ihnacak (A. Aquino, R. Intranuovo) 52:59 B. Dupont (N. DiCasmirro) 58:31 N. DiCasmirro (B. Dupont, T. Johnson) |

| Arbitri: | Luca Cassol Claudio Pianezze |

| |           |                                                                               |
| A. Aquino (B. Ihnacak, R. Intranuovo) 4:31 S. Tomko (A. Aquino, R. Intranuovo) 22:59 R. Sirianni (B. Ihnacak, B. Dupont) 48:02 P. Canale (M. Pozzi, A. Silva) 51:33 | Marcatori | 33:12 G. De Bettin (R. Dingle, D. Hay) 54:48 P. Albers (D. Hay, G. De Bettin) |

### Finale

#### Valpellice - Asiago
| Arbitri: | Giancarlo Bosio Fabio Lottaroli |

| |           | |
| R. Sirianni (N. DiCasmirro, S. Tomko) 4:30 R. Sirianni (A. Silva, T. Johnson) 49:33 J. Špelda (R. Intranuovo, A. Aquino) 52:07 A. Aquino (B. Ihnacak, S. Tomko) 57:38 | Marcatori | 3:23 L. Ulmer (S. Bentivoglio, C. DiDomenico) 24:20 S. Bentivoglio (L. Ulmer, C. DiDomenico) 41:11 M. Presti (J. Rebek, F. Benetti) 56:57 C. DiDomenico (S. Bentivoglio, L. Ulmer) 59:40 J. Rebek (S. Bentivoglio, D. Borrelli) 59:59 C. DiDomenico (D. Borrelli, S. Bentivoglio) |

| Arbitri: | Luca Cassol Claudio Pianezze |

| |           |                                               |
| D. Borrelli (L. Casetti, S. Bentivoglio) 6:25 C. DiDomenico (S. Bentivoglio, D. Borrelli) 17:12 S. Bentivoglio (C. DiDomenico, M. Strazzabosco) 30:36 S. Bentivoglio (C. DiDomenico, L. Casetti) 33:04 S. Bentivoglio (M. Tessari, P. Zanette) 49:25 C. DiDomenico (J. Rebek, M. Strazzabosco) 56:57 | Marcatori | 16:03 R. Sirianni (N. DiCasmirro, T. Johnson) |

| Arbitri: | Glauco Colcuc Leandro Soraperra |

| |           |                                             |
| R. Sirianni (B. Dupont, T. Johnson) 9:08 N. Anderson (B. Ihnacak, P. Baier) 20:55 R. Sirianni (B. Dupont, P. Baier) 30:25 B. Ihnacak (A. Aquino, S. Tomko) 57:38 | Marcatori | 34:43 C. DiDomenico (D. Borrelli, J. Rebek) |

| Arbitri: | Karel Metelka Daniel Gamper |

| |           |                                                                                           |
| S. Bentivoglio (J. Rebek, L. Ulmer) 15:57 J. Rebek (C. DiDomenico, M. Strazzabosco) 28:49 J. Rebek (S. Bentivoglio, P. Zanette) 31:22 P. Zanette (D. Borrelli, F. Benetti) 57:24 | Marcatori | 29:37 N. Anderson (R. Intranuovo, B. Ihnacak) 54:44 R. Sirianni (T. Johnson, N. Anderson) |

| Arbitri: | Claudio Pianezze Luca Cassol |

| |           | |
| R. Sirianni (R. Intranuovo, B. Ihnacak) 4:30 B. Ihnacak (R. Sirianni) 20:32 N. Anderson (J. Špelda) 21:30 J. Špelda 33:36 A. Aquino (R. Intranuovo) 38:03 | Marcatori | 7:14 L. Ulmer (C. DiDomenico, S. Bentivoglio) 13:01 D. Borrelli (M. Tessari, P. Zanette) 18:52 D. Borrelli 27:38 L. Ulmer (S. Bentivoglio, C. DiDomenico) 58:02 S. Bentivoglio (L. Ulmer) 60:22 L. Ulmer (C. DiDomenico) |

## Statistiche

### Stagione regolare

#### Classifica marcatori
Aggiornata al 16 febbraio 2013.
| Giocatore        | Squadra       | PG | Gol | Assist | Punti |
| ---------------- | ------------- | -- | --- | ------ | ----- |
| Sean Bentivoglio | Asiago        | 44 | 23  | 52     | 75    |
| Stanislav Gron   | Cortina       | 39 | 34  | 30     | 64    |
| Rob Sirianni     | Valpellice    | 41 | 30  | 33     | 63    |
| Vince Rocco      | Alleghe       | 44 | 26  | 37     | 63    |
| Mark McCutcheon  | Bolzano       | 44 | 26  | 34     | 60    |
| Chris DiDomenico | Asiago        | 37 | 22  | 38     | 60    |
| Layne Ulmer      | Asiago        | 44 | 29  | 29     | 58    |
| Joe Jensen       | Val Pusteria  | 43 | 25  | 33     | 58    |
| Jakub Šindel     | Fassa Falcons | 42 | 23  | 33     | 56    |
| Daniele Veggiato | Alleghe       | 43 | 18  | 34     | 52    |
| Dave Borrelli    | Asiago        | 44 | 17  | 34     | 51    |
| Nate DiCasmirro  | Valpellice    | 44 | 11  | 40     | 51    |
| Ryan Flynn       | Bolzano       | 42 | 28  | 20     | 48    |
| MacGregor Sharp  | Bolzano       | 43 | 13  | 34     | 47    |
| Paul Zanette     | Asiago        | 42 | 20  | 25     | 45    |
|                  |               |    |     |        |       |

#### Classifica portieri
Aggiornata al 16 febbraio 2013.
| Giocatore            | Squadra         | PG | MGS  | Sv%  |
| -------------------- | --------------- | -- | ---- | ---- |
| Tomáš Duba           | Bolzano         | 17 | 1.56 | 92.6 |
| Günther Hell         | Bolzano         | 26 | 1.94 | 93.1 |
| Jean-Sébastien Aubin | Val Pusteria    | 30 | 1.98 | 92.6 |
| Adam Dennis          | Alleghe         | 43 | 2.13 | 93.2 |
| Vincenzo Marozzi     | Asiago          | 11 | 2.32 | 92.0 |
| Justin Pogge         | Ritten-Renon    | 44 | 2.37 | 92.5 |
| Andrew Raycroft      | Milano Bears RB | 42 | 2.69 | 91.8 |
| Alessandro Tura      | Asiago          | 10 | 2.71 | 90.0 |
| Josh Tordjman        | Asiago          | 44 | 2.82 | 90.2 |
| Jordan Parise        | Valpellice      | 39 | 2.87 | 90.6 |
|                      |                 |    |      |      |

### Playoff

#### Classifica marcatori
Aggiornata al 30 marzo 2013.
| Giocatore        | Squadra      | PG | Gol | Assist | Punti |
| ---------------- | ------------ | -- | --- | ------ | ----- |
| Chris DiDomenico | Asiago       | 15 | 11  | 31     | 42    |
| Sean Bentivoglio | Asiago       | 15 | 12  | 24     | 36    |
| Layne Ulmer      | Asiago       | 15 | 19  | 13     | 32    |
| Dave Borrelli    | Asiago       | 15 | 11  | 13     | 24    |
| Rob Sirianni     | Valpellice   | 16 | 17  | 5      | 22    |
| Brian Ihnacak    | Valpellice   | 16 | 7   | 12     | 19    |
| Brodie Dupont    | Valpellice   | 16 | 3   | 14     | 17    |
| Nate DiCasmirro  | Valpellice   | 15 | 4   | 10     | 14    |
| Joe Jensen       | Val Pusteria | 10 | 6   | 7      | 13    |
| Joe Cullen       | Val Pusteria | 10 | 5   | 8      | 13    |
|                  |              |    |     |        |       |

#### Classifica portieri
Aggiornata al 30 marzo 2013.
| Giocatore               | Squadra      | PG | MGS  | Sv%  |
| ----------------------- | ------------ | -- | ---- | ---- |
| Jean-Philippe Levasseur | Cortina      | 12 | 0.94 | 97.5 |
| Justin Pogge            | Ritten-Renon | 7  | 2.43 | 92.3 |
| Adam Dennis             | Alleghe      | 6  | 2.53 | 92.6 |
| Tyler Plante            | Asiago       | 15 | 2.53 | 91.9 |
| Jordan Parise           | Valpellice   | 16 | 2.88 | 90.1 |
|                         |              |    |      |      |

## Classifica finale
| Pos. | Squadra         |
| ---- | --------------- |
| 1    | Asiago          |
| 2    | Valpellice      |
| 3    | Val Pusteria    |
| 4    | Cortina         |
| 5    | Ritten-Renon    |
| 6    | Bolzano         |
| 7    | Alleghe         |
| 8    | Milano Bears RB |
| 9    | Fassa Falcons   |
| 10   | Pontebba        |

## Verdetti
- Campione d'Italia:  Asiago Hockey 1935 (4º titolo)

| Campioni d'Italia 2012-2013 Asiago Hockey | Portieri: Tyler Plante, Alessandro Tura Difensori: Daniel Sullivan, Jeremy Rebek, Andrea Strazzabosco, Enrico Pesavento, Enrico Miglioranzi, Michele Stevan, Lorenzo Casetti, Stefano Marchetti, Michele Strazzabosco (A) Attaccanti: Nicola Tessari, Dave Borrelli (C), Mirko Presti, Luca Rigoni, Matteo Tessari, Layne Ulmer, Sean Bentivoglio, Federico Benetti (A), Chris DiDomenico, Paul Zanette, Josè Magnabosco Staff Tecnico: John Parco (Allenatore), Franco Vellar (Ass. allenatore), Jimmy Canei (All. Portieri) , Antonio Rigoni (Team Leader) |

- Qualificata per la Continental Cup 2013-2014: Asiago Hockey 1935
- Retrocessione in Serie A2: Ice Hockey Aquile FVG.